# Астерикс: Имението на боговете
„Астерикс: Имението на боговете“ (на френски: Astérix – Le Domaine des Dieux) е френска компютърна анимация от 2014 г. на режисьора Луи Клиши, а сценарият е на Александър Астие. Той е базиран на едноименния комикс, написан от Рьоне Госини и Албер Юдерзо, която е седемнадесетата книга от поредицата „Астерикс“. Озвучващия състав се състои от Роджер Карел, Гийом Бриат, Лионел Астие, Сердж Папагали и Флорънс Форести. Това е последният филм на Карел преди пенсионирането му и неговата смърт. Това е първият филм на Астерикс, който е анимиран в 3D. Премиерата на филма е във Франция на 26 ноември 2014 г. Продължението – „Астерикс: Тайната на вълшебната отвара“ излиза през 2018 г.

## В България
В България филмът излиза по кината на 26 ноември 2014 г. от „А Плюс Филмс“, а по-късно излиза на DVD от 14 септември.
Многократно се излъчва по канала Виваком Арена.

## Нахсинхронен дублаж
| Роля     | Изпълнител   |
| -------- | ------------ |
| Астерикс | Сава Пиперов |
| Обеликс  | Емил Емилов  |